# Kup Hrvatske u odbojci za muškarce 2017./18.
Kup Hrvatske u odbojci za muškarce za sezonu 2017./18.  je osvojila "Mladost Ribola Kaštela" iz Kaštel Lukšića.

## Rezultati

### 1. kolo
Igrano 18. listopada 2017. godine. 
| klub1                  | klub2                                  | rez. | setovi                     |
| ---------------------- | -------------------------------------- | ---- | -------------------------- |
| Split                  | Mladost Ribola Kaštela (Kaštel Lukšić) | 0:3  | 21:25, 18:25, 16:25        |
| Medicinar Trnje Zagreb | Mladost Zagreb                         | 0:3  | 12:25, 12:25, 14:25        |
| Rovinj                 | Rijeka                                 | 0:3  | 19:25, 18:25, 20:25        |
| Daruvar                | Mursa - Osijek                         | 0:3  | 4:25, 13:25, 17:25         |
| Croatia Zagreb         | Centrometal Črečan                     | 1:3  | 25:19, 19:25, 22:25, 9:25  |
| Sokol Požega           | Sisak                                  | 0:3  | 8:25, 16:25, 21:25         |
| Zadar                  | Šibenik 91                             | 3:0  | 25:10, 25:22, 25:21        |
| Kitro Varaždin         | Medicinar Zagreb                       | 1:3  | 25:19, 16:25, 16:25, 18:25 |

### 2. kolo (četvrtzavršnica)
Igrano 8. studenog 2017. godine.
| klub1              | klub2                                  | rez. | setovi                            |
| ------------------ | -------------------------------------- | ---- | --------------------------------- |
| Zadar              | Mladost Ribola Kaštela (Kaštel Lukšić) | 0:3  | 16:25, 13:25, 19:25               |
| Centrometal Črečan | Mladost Zagreb                         | 1:3  | 21:25, 17:25, 25:18, 17:25        |
| Medicinar Zagreb   | Rijeka                                 | 2:3  | 21:25, 25:21, 24:26, 25:21, 12:15 |
| Sisak              | Mursa - Osijek                         | 3:1  | 25:19, 16:25, 25:17, 25:15        |

### Poluzavršnica
Prve utakmice su igrane 15. studenog, a uzvrati 13. prosinca 2017. godine 
| klub1          | klub2                                  | 1. utakmica | 1. utakmica                      | 2. utakmica | 2. utakmica                       |
| klub1          | klub2                                  | rez.        | setovi                           | rez.        | setovi                            |
| -------------- | -------------------------------------- | ----------- | -------------------------------- | ----------- | --------------------------------- |
| Mladost Zagreb | Mladost Ribola Kaštela (Kaštel Lukšić) | 0:3         | 26:28, 19:25, 21:25              | 1:3         | 20:25, 25:19, 22:25, 23:25        |
| Sisak          | Rijeka                                 | 2:3         | 25:21, 25:18, 20:25, 21:25, 7:15 | 2:3         | 19:25, 25:21, 25:23, 18:25, 10:15 |

### Završnica
Igrano 24. siječnja 2018. godine u Kaštel Starom.
| klub1                                  | klub2  | rez. | setovi            |
| -------------------------------------- | ------ | ---- | ----------------- |
| Mladost Ribola Kaštela (Kaštel Lukšić) | Rijeka | 3:0  | 27:25,25:20,25:21 |